# Бурый дрозд
Бу́рый дрозд (лат. Turdus eunomus) — вид птиц семейства дроздовых, распространённый в лесотундровой зоне от Центральной Сибири до севера Дальнего Востока России.

## Распространение
Бурый дрозд гнездится в Сибири и на Дальнем Востоке России, от устья Оби и среднего течения Енисея на западе до Камчатки и Чукотки на востоке. Северная граница ареала связана со сменой растительности на тундровую: так, в районе Дудинки благодаря наличию деревьев она переходит и на Таймыр, а восточнее исключает лишь примыкающие к Северному Ледовитому океану районы. На юге бурый дрозд, в целом, сменяется близкородственным (ранее иногда объединялись в общий вид) дроздом Науманна, достигая лишь бассейнов Нижней Тунгуски и Вилюя, среднего течения Лены, откуда по материку граница распространения уходит к Магадану. Однако имеются области, где эти два вида обитают совместно, например, по реке Ангаре (до Усолья-Сибирского) и её притокам. Островная часть ареала охватывает Северные Курилы и, возможно, Шантарские острова.
Зимовки охватывают восточный Китай, Японию и простираются до севера Индии и Мьянмы. Нерегулярно зимует на юге Приморья. Известны залёты к западу: под Санкт-Петербург, в Италию, Южную Францию. В декабре 2016 года одна особь наблюдалась в Дербишире (Великобритания), вызвав интерес сотен бёрдвотчеров. Имеются также редкие залёты в Казахстан и Узбекистан: на Сырдарью (у Джулека), к Ташкенту, Алматы, Усть-Каменогорску

## Внешний вид
Бурый дрозд — птица средней величины для рода Настоящих дроздов: длина тела составляет 23—25 см, длина крыла — 12,1—13,5 см, размах крыльев — 37—40 см. По телосложению и толстой, очень светлой брови он напоминает белобровика, которого немного превосходит размерами. Пространство за глазом ниже брови занято большим тёмным пятном, которое захватывает ушные перья и спускается на щёки. Характерны тёмная, бурая окраска верха от лба до спины включительно, а также наличие заметных рыжих каёмок на маховых и кроющих перьях крыла. Ржавчатый цвет всегда присутствует и на исподней стороне крыльев. При общем светлом фоне низа, на груди и боках разбросаны крупные тёмно-бурые крапины. Они становятся интенсивнее в грудной области, практически образуя чёрную поперечную полосу. 
Половой диморфизм незначителен: у самца отсутствует оранжевый цвет на боках, груди и хвосте, а у самок — присутствует, их брюхо светлее, а бурый цвет на верхней части тела — бледнее. Индивидуальная изменчивость окраски сравнительно высока у обоих полов. Некоторые самки имеют так много рыжины, что надёжные методы их различения от самок дрозда Науманна неизвестны. 
Осенью, после линьки, хорошо видны рыжие каёмки бурых перьев по верху тела. В течение года светлые каёмки тёмных перьев изнашиваются, делая общий тон окраски черноватым. Молодые птицы отличаются от взрослых нечёткими пятнами низа и светлыми наствольными пестринами различной толщины по верху.